# 고양이 지방간

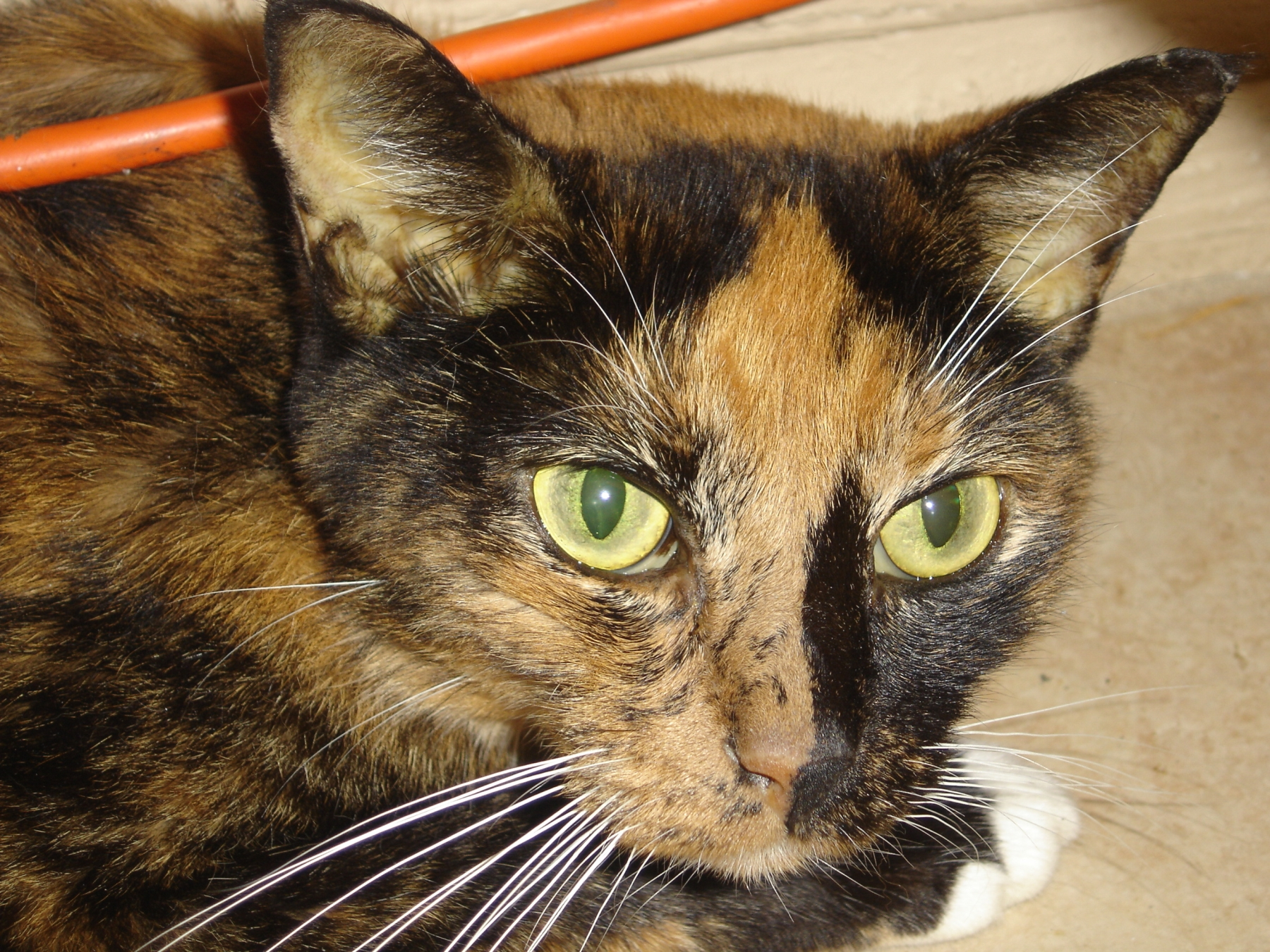
말기 고양이 지방간 질병이 있는 고양이.

고양이 지방간(Feline hepatic lipidosis, feline fatty liver syndrome)은 고양이 간 질환의 가장 흔한 형태 중 하나이다. 비만이 그 위험을 증가시키는 것으로 알려져 있지만, 그 병은 공식적으로 알려지지 않았다. 이 병은 고양이가 식욕 감퇴로 인해 먹는 것을 멈추고, 간에 체지방을 사용 가능한 에너지로 바꿀 때 시작된다. 이런 과정이 너무 오래 지속되면 간세포에 지방이 쌓이면서 공식적으로 발병하게 된다.  예후는 질병의 단계에 따라 다르다. 이 병은 심한 영양섭취를 통해 회복될 수 있다. 치료는 이 병의 결과로 먹는 것을 중단한 고양이들에게 적절한 칼로리 섭취를 보장하기 위해 일시적인 영양 공급 튜브를 삽입하는 것을 포함한다.